# Liste der Stolpersteine in Waibstadt

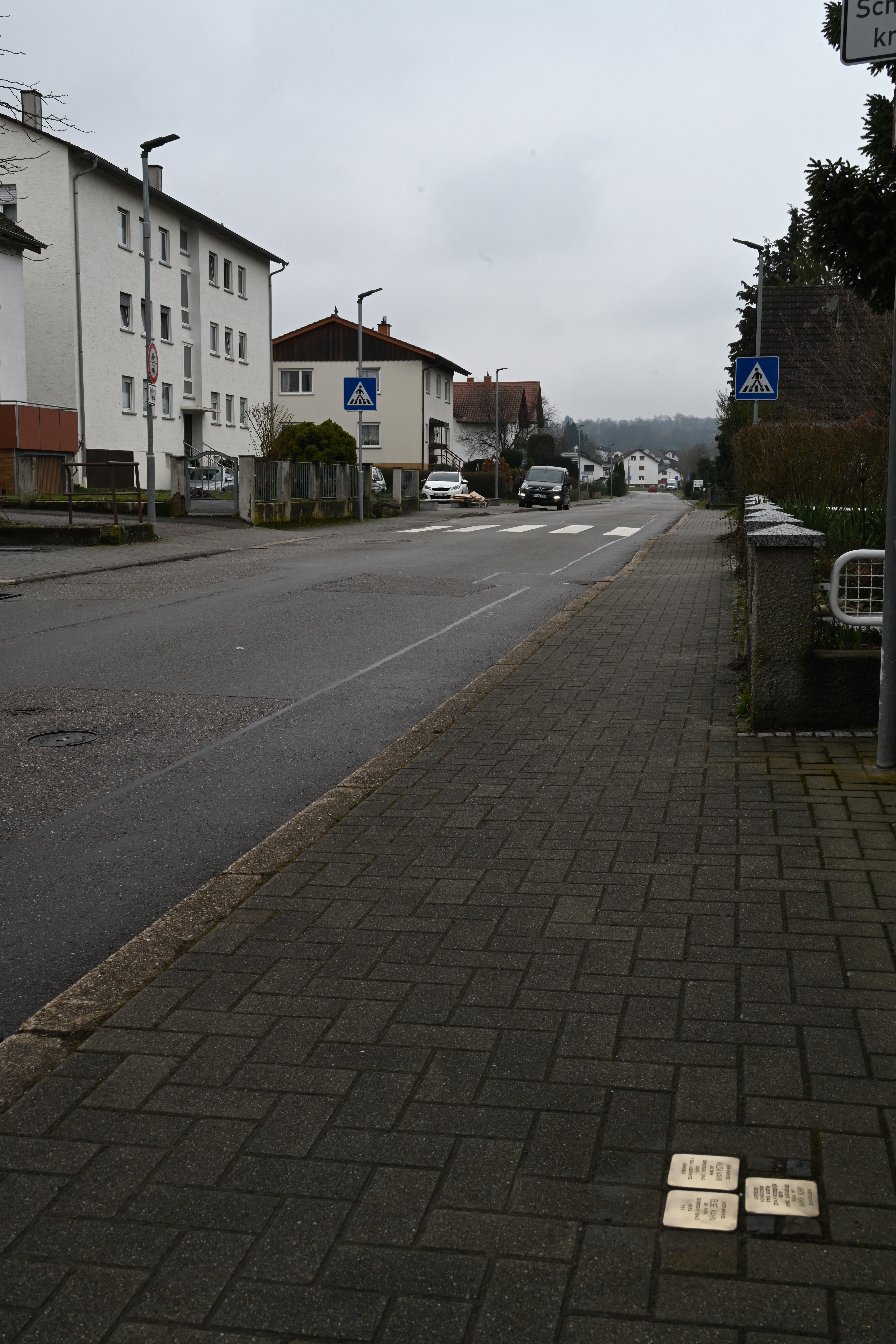
Stolpersteine in der Lange Straße 36

Die Liste der Stolpersteine in Waibstadt enthält Stolpersteine, die im Rahmen des gleichnamigen Kunst-Projekts von Gunter Demnig in Waibstadt verlegt wurden. Mit ihnen soll an die Opfer des Nationalsozialismus erinnert werden, die in Waibstadt lebten und wirkten.

## Verlegte Stolpersteine
| Stolperstein | Inschrift                                                                                            | Verlegeort      | Name, Leben                            |
| ------------ | --- | --------------- | -------------------------------------- |
|              | HIER WOHNTE ISAAK BODENHEIMER JG. 1854 FLUCHT 1939 HOLLAND TOT 1941                                  | Pfarrstraße 7   | Isaak Bodenheimer (1854–1941)          |
|              | HIER WOHNTE BERTA GLÜCK JG. 1905 DEPORTIERT 1940 GURS 1942 AUSCHWITZ ERMORDET                        | Lange Straße 3  | Berta Glück (1905–1942)                |
|              | HIER WOHNTE SARA GLÜCK GEB. WERTHEIMER JG. 1865 DEPORTIERT 1940 GURS TOT 15.2.1942                   | Lange Straße 3  | Sara Glück geb. Wertheimer (1865–1942) |
|              | HIER WOHNTE PAULA GLÜCK JG. 1874 DEPORTIERT 1940 GURS FLUCHT ARGENTINIEN ÜBERLEBT                    | Lange Straße 3  | Paula Glück (1874–)                    |
|              | HIER WOHNTE ARON KAHN JG. 1868 DEPORTIERT 1940 GURS RÉCÉBÉDOU / NOÉ FLUCHT 1943 ARGENTINIEN ÜBERLEBT | Lange Straße 36 | Aron Kahn (1868–)                      |
|              | HIER WOHNTE ELSE KAHN JG. 1910 DEPORTIERT 1940 GURS ???                                              | Lange Straße 36 | Else Kahn (1910–)                      |
|              | HIER WOHNTE HILDA KAHN JG. 1899 DEPORTIERT 1940 GURS 1942 AUSCHWITZ ERMORDET                         | Lange Straße 36 | Hilda Kahn (1899–1942)                 |

## Verlegedatum
Die sieben Stolpersteine wurden am 17. April 2012 verlegt.